# Juraj Strauss
Juraj Strauss (18. ledna 1917 Košice - 11. března 2017) byl docent, epidemiolog, hygienik, bakteriolog, virolog, spolupracovník Světové zdravotnické organizace a major československé zahraniční armády.

## Život
Juraj Strauss se narodil v židovské rodině v Košicích. Po absolvování základní školy a gymnázia v Liptovském Mikuláši se roku 1935 rozhodl jít studovat medicínu na pražské Univerzitě Karlově. Po uzavření vysokých škol roku 1939 se vrátil na Slovensko, kde byl odveden do pracovního oddílu slovenské armády, po propuštění z oddílu se živil jako dělník. Posléze se mu v roce 1940 podařilo odejít přes Maďarsko a Jugoslávii do Palestiny, kde na Přírodovědecké fakultě Jeruzalémské univerzity dokončil studium bakteriologie a hygieny. Po dokončení studia se přihlásil do československého vojska na Středním východě. V roce 1943 odjel do Anglie. V letech 1944–1945 bojoval u Dunkerque, kde sloužil u motopraporu a jako sanitář. Po válce dostudoval Lékařskou fakultu Univerzity Karlovy a pracoval v nemocnicích, odkud se dostal jako vědecký pracovník do Státního zdravotního ústavu. Zde pak zastával pozici vedoucího virologického oddělení. Roku 1969 byl jmenován docentem na Lékařské fakultě hygienické. V letech 1975–1976 pracoval pod záštitou Světové zdravotnické organizace v Keni, kde očkoval místní děti proti spalničkám. V roce 1983 obdržel státní cenu za eliminaci spalniček v Československu. 